# Xysticus torsivus
Xysticus torsivus là một loài nhện trong họ Thomisidae.
Loài này thuộc chi Xysticus. Xysticus torsivus được Guo Tang & Da-xiang Song miêu tả năm 1988.